# Машково
Машково (на руски: Машково) е село в Люберецки район, Московска област, Русия. Населението му през 2010 година е 84 души.

## География

### Разположение
Селото е разположено в североизточната част на Люберецки район. Намира се на 1 километра от Люберци. Надморската му височина е 123 метра.

### Климат
Климатът в Машково е умереноконтинентален (Dfb по Кьопен) с горещо и сравнително влажно лято и дълга студена зима.